# Governo Blair I
Il Governo Blair I è stato il novantesimo governo del Regno Unito, in carica dal 2 maggio 1997 all'8 giugno 2001, durante la cinquantaduesima legislatura della Camera dei comuni.

## Storia
Guidato dal nuovo Primo ministro laburistaTony Blair, questo governo è stato formato e sostenuto dal solo Partito Laburista, che disponeva di 419 deputati su 659, ovvero il 63,6% dei seggi della Camera dei comuni.
Il governo, formatosi in seguito alle elezioni generali del 1997, succedette al secondo governo Major, al potere dal novembre 1990, costituito e sostenuto dal solo Partito Conservatore.
Durante lo scrutinio, i Laburisti ottennero una schiacciante vittoria sui Conservatori, guadagnando 145 deputati in più rispetto al 1992, motivo per cui la regina il giorno seguente incaricò il leader del Partito laburista e deputato di Sedgefield Tony Blair di costituire un nuovo esecutivo. Blair quindi formò un governo costituito da 21 membri, di cui cinque donne; il suo principale alleato e rivale per la direzione del partito, Gordon Brown, venne nominato Cancelliere dello Scacchiere.
Blair organizza un rimpasto di governo il 27 luglio 1998, poi ne attua un secondo l'11 ottobre 1999; per due volte si è inoltre dovuto separare dal suo consigliere Peter Mandelson, considerato come uno degli strateghi della vittoria elettorale del 1997 e compromesso nei suoi affari finanziari.
Durante le elezioni generali anticipate del 2001 il Partito laburista perde pochissimi seggi, e conserva la maggioranza assoluta, e quindi Tony Blair costituisce il suo secondo governo.

## Situazione Parlamentare
| Camera | Collocazione | Partiti | Seggi     |
| ------ | ------------ | --- | --------- |
| Camera | Maggioranza  | Laburisti (418) | 418 / 659 |
| Camera | Opposizione  | Conservatori (165), Liberal Democratici (46), Partito Nazionale Scozzese (6),Partito Unionista Democratico (2),Sinn Féin (2),Plaid Cymru (4),Partito Social Democratico e Laburista (3),Partito Unionista dell'Ulster (10),Indipendenti (3) | 241 / 659 |

## Composizione
| Carica                                                                 | Titolare | Titolare | Titolare                              | Partito   |
| ---------------------------------------------------------------------- | -------- | -------- | ------------------------------------- | --------- |
| Primo ministroPrimo lord del tesoro Ministro della funzione pubblica   |          |          | Tony Blair                            | Laburista |
| Vice primo ministro Ambiente, trasporti e Regioni                      |          |          | John Prescott                         | Laburista |
| Cancelliere dello Scacchiere                                           |          |          | Gordon Brown                          | Laburista |
| Lord cancelliere                                                       |          |          | Derry Irvine (fino al 13/06/2003)     | Laburista |
| Leader della Camera dei comuni Lord presidente del Consiglio           |          |          | Ann Taylor (fino al 27/07/1998)       | Laburista |
| Leader della Camera dei comuni Lord presidente del Consiglio           |          |          | Margaret Beckett                      | Laburista |
| Lord custode del sigillo privato Leader della Camera dei lord          |          |          | Ivor Richard (fino al 27/07/1998)     | Laburista |
| Lord custode del sigillo privato Leader della Camera dei lord          |          |          | Margaret Jay                          | Laburista |
| Tesoro                                                                 |          |          | Alistair Darling (fino al 27/07/1998) | Laburista |
| Tesoro                                                                 |          |          | Stephen Byers (fino al 23/12/2998)    | Laburista |
| Tesoro                                                                 |          |          | Alan Milburn (fino all'11/10/1999)    | Laburista |
| Tesoro                                                                 |          |          | Andrew Smith                          | Laburista |
| Ministro dell'Ufficio di gabinetto Cancelliere del Ducato di Lancaster |          |          | David Clark (fino al 27/07/1998)      | Laburista |
| Ministro dell'Ufficio di gabinetto Cancelliere del Ducato di Lancaster |          |          | Jack Cunningham (fino all'11/10/1999) | Laburista |
| Ministro dell'Ufficio di gabinetto Cancelliere del Ducato di Lancaster |          |          | Mo Mowlam                             | Laburista |
| Affari esteri e Commonwealth                                           |          |          | Robin Cook                            | Laburista |
| Affari interni                                                         |          |          | Jack Straw                            | Laburista |
| Ministro per l'agricoltura, la pesca e l'alimentazione                 |          |          | Jack Cunningham (fino al 27/07/1998)  | Laburista |
| Ministro per l'agricoltura, la pesca e l'alimentazione                 |          |          | Nick Brown                            | Laburista |
| Difesa                                                                 |          |          | George Robertson                      | Laburista |
| Difesa                                                                 |          |          | Geoff Hoon                            | Laburista |
| Commercio e industria Presidente del Board of Trade                    |          |          | Margaret Beckett (fino al 27/07/1998) | Laburista |
| Commercio e industria Presidente del Board of Trade                    |          |          | Peter Mandelson (fino al 23/12/1998)  | Laburista |
| Commercio e industria Presidente del Board of Trade                    |          |          | Stephen Byers                         | Laburista |
| Sicurezza sociale                                                      |          |          | Harriet Harman (fino al 27/07/1998)   | Laburista |
| Sicurezza sociale                                                      |          |          | Alistair Darling                      | Laburista |
| Salute                                                                 |          |          | Frank Dobson (fino all'11/10/1999)    | Laburista |
| Salute                                                                 |          |          | Alan Milburn                          | Laburista |
| Sviluppo internazionale                                                |          |          | Clare Short                           | Laburista |
| Irlanda del Nord                                                       |          |          | Mo Mowlam (fino all'11/10/1999)       | Laburista |
| Irlanda del Nord                                                       |          |          | Peter Mandelson (fino al 24/01/2001)  | Laburista |
| Irlanda del Nord                                                       |          |          | John Reid                             | Laburista |
| Scozia                                                                 |          |          | Donald Dewar (fino al 17/05/1999)     | Laburista |
| Scozia                                                                 |          |          | John Reid (fino al 24/01/2001)        | Laburista |
| Scozia                                                                 |          |          | Helen Liddell                         | Laburista |
| Galles                                                                 |          |          | Ron Davies (fino al 27/10/1998)       | Laburista |
| Galles                                                                 |          |          | Alun Michael (fino al 28/07/1999)     | Laburista |
| Galles                                                                 |          |          | Paul Murphy                           | Laburista |
| Cultura, media e sport                                                 |          |          | Chris Smith                           | Laburista |
| Educazione e impiego                                                   |          |          | David Blunkett                        | Laburista |
| Ministro per le donne                                                  |          |          | Harriet Harman (fino al 27/07/1998)   | Laburista |
| Ministro per le donne                                                  |          |          | Margaret Jay                          | Laburista |
| Ministro dei trasporti                                                 |          |          | Gavin Strang                          | Laburista |
| Ministro senza portafoglio (fino al 27/07/1998)                        |          |          | Peter Mandelson                       | Laburista |
| Chief Whip alla Camera dei comuni (dal 27/07/1998)                     |          |          | Ann Taylor                            | Laburista |